# ファイサル (サウジアラビア王)
ファイサル・ビン・アブドゥルアズィーズ・アール・サウード（アラビア語: فيصل بن عبد العزيز آل سعود, ラテン文字転写: Faisal bin Abdulaziz Al Saud、アラビア語発音: [fajsˤal ben ˈʕabd alʕaˈziːz ʔaːl saˈʕuːd]、1906年4月14日 - 1975年3月25日）は、第3代サウジアラビア国王（在位：1964年 - 1975年）。ワッハーブ派イマームとしてはファイサル2世と呼ばれる。

## 生涯
初代国王アブドゥルアズィーズ・イブン・サウードの3番目の息子として、リヤドで生まれた。母はムハンマド・イブン・アブドゥルワッハーブの子孫。1925年に、軍隊を指揮してヒジャーズ王国侵攻で決定的勝利を得、翌年ヒジャーズの知事に就任する。サウジアラビア王国が正式に建国された後、1932年に外務大臣に就任した。
パレスチナを国連が分割した後に、父王にアメリカとの国交断絶を呼びかけたが却下された。兄サウード国王の健康が衰えたとき、1964年3月4日に摂政に任命された。同年11月2日に即位した。

### 首相時代の政策
首相時代の1962年11月26日に、内政の基本政策として次の10カ条からなる布告を発表した、この理念は後に実質的な憲法となる基本統治法に受け継がれている。
1. クルアーンとスンナを国家の法律と行政の基盤とすること
2. 地方行政制度の確立
3. 司法省、最高司法会議の設立
4. ファトワー公布局の設立
5. 言葉と行動によるイスラームの布教
6. イスラームの精神に則った勧善懲悪
7. 医療・教育サービスの無償提供、低廉な基本食料品の提供、社会保険事業団の設立
8. 経済・社会開発の促進
9. 道路・ダム建設プロジェクトと水資源開発プロジェクトの実施、重・軽工業の開発、石油・鉱物資源公団の設立
10. 奴隷制度の廃止とすべての奴隷の解放

### 治世

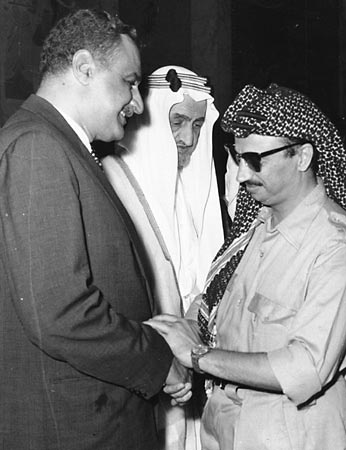
ガマール・アブドゥル=ナーセル（左）、ヤーセル・アラファート（右）と、1970年

即位後は女性が教育を受けることを許可して女学校を設立したり、1965年からテレビ放送を開始するなど近代化改革を導入したが、これらの改革は多くのサウジアラビア人の反対に遭った。
1966年に甥にあたるハーリド王子が仲間を引き連れてテレビ放送を止めさせるためにテレビ局を襲撃するという事件が発生すると、保安部隊に追い詰められてテレビ塔に登ったハーリド王子の射殺命令を出した。1967年には右腕で弟のファハド・ビン=アブドゥルアズィーズを初代第二副首相に任命した。
1969年にファイサル国王はイスラム諸国会議機構を結成して事実上のイスラム世界の盟主となり、1973年の第四次中東戦争ではアラブ石油輸出国機構や石油輸出国機構を主導して価格を4倍にして、世界市場からサウジアラビアの石油を引っ込めた。この結果、世界的な石油危機が発生した。同年12月10日、日本から中東特使としてサウジアラビアに派遣された三木武夫を迎え入れてファハド第二副首相とともに会談し、日本を友好国扱いにして対日石油供給制限を解除した。また、1974年にはサウジアラビアを訪問したアメリカ合衆国大統領のリチャード・ニクソンやヘンリー・キッシンジャー国務長官と会談してサウジアラビアがドル建て決済で原油を安定的に供給することと引き換えにアメリカ合衆国が安全保障を提供する協定（ワシントン・リヤド密約）を結んでオイルダラーを確立した。
その宗教的・経済的な影響力から、1974年にはタイム誌のマン・オブ・ザ・イヤーに選ばれた。

### 暗殺
1975年3月25日、甥のファイサル・ビン・ムサーイド王子によって射殺された。
ムサーイド王子は、ファイサル国王に会うのを待っていたクウェートの代表団と共にいた。ファイサル国王が彼らに挨拶するために前屈みになったとき、ムサーイド王子はピストルを抜き、ファイサル国王の顔面を3回撃った。直後にムサーイド王子は捕らえられ、精神疾患だったと公式に発表された。彼は後に大逆罪で有罪を宣告され、1975年6月18日にリヤドの公共広場で斬首刑に処された。
ムサーイド王子は、1965年に保安部隊との衝突で死んだ兄のハーリド王子の敵を討ちたがっていた、と推測された。陰謀説もいくつかあったが、調査によって、ムサーイド王子の単独行動だと断定された。
ファイサル国王のあとの王位は、ファイサル国王の弟のハーリドが継いだ。

## 逸話
パキスタンのライアルプール市は1979年にファイサラーバードに改名された。また、首都イスラマバードにある近代的なモスクは、ファイサルにちなんでファイサル・モスクと名付けられている。カラチの主要高速道路はファイサルに改名され、ジンナー国際空港の近くの住宅地域はシャー・ファイサル・コロニーに改名された。
第二次世界大戦終結から間もない1953年にイギリスで開催されたエリザベス2世の戴冠式において、日本から出席した皇太子明仁親王には末席が用意されていた。王子として同じく式に出席していたファイサルはそれを見かねて最前列の自分の席の近くに呼び寄せた。ファイサルは国王即位後の1971年に日本に国賓として招かれている。